# مدرسة شيكاغو (اقتصاد)
مدرسة شيكاغو للاقتصاد (بالإنجليزية: Chicago school of economics)‏ هي مدرسة اقتصادية تقليدية محدثة مرتبطة بعمل أعضاء هيئة التدريس في جامعة شيكاغو، إذ أسس بعضهم مبادئها ونشرها.
في سياق الاقتصاد الكلي، تُعد متصلة بمدرسة المياه العذبة للاقتصاد الكلي، على عكس مدرسة المياه المالحة الموجودة في الجامعات الساحلية (ولا سيما جامعة هارفارد، وييل، ومعهد ماساتشوستس للتكنولوجيا، وجامعة كاليفورنيا في بركلي). رفضت نظرية شيكاغو للاقتصاد الكلي نظريةَ الاقتصاد الكينزي لصالح المدرسة النقدية حتى منتصف سبعينيات القرن العشرين، عندما تحولت إلى الاقتصاد الكلي الكلاسيكي الجديد القائم بصورة كبيرة على مفهوم التوقعات العقلانية. تُعد نظريتا المياه العذبة والمياه المالحة طرازًا قديمًا إلى حد كبير اليوم، إذ إن التقليدين دمجا الأفكار بشكل كبير من بعضهما. على وجه التحديد، طُور الاقتصاد الكينزي الجديد استجابة للاقتصاد الكلاسيكي الجديد وجرى دمج فكرة التوقعات العقلانية دون التخلي عن التركيز الكينزي التقليدي على المنافسة غير الكاملة والأجور الثابتة.

ترك الاقتصاديون تأثيرهم الفكري في شيكاغو في مجالات أخرى أيضًا، لا سيما في ريادة نظرية الاختيار العام والقانون والاقتصاد، التي أدت إلى تغييرات ثورية في دراسة العلوم السياسية والقانون. أثر الاقتصاديون الآخرون المنتسبون إلى شيكاغو في مجالات متنوعة مثل الاقتصاد الاجتماعي والتاريخ الاقتصادي. بناء على ذلك، لا يوجد تحديد واضح لمدرسة شيكاغو للاقتصاد، وهو مصطلح يستخدم بشكل شائع في وسائل الإعلام الشعبية أكثر من الدوائر الأكاديمية. ومع ذلك، يقول كوفمان (2010) إنه يمكن تمييز مدرسة شيكاغو عمومًا عن طريق الآتي:
الالتزام العميق بالمنح الدراسية الصارمة والنقاشات الأكاديمية المفتوحة، بالإضافة إلى الإيمان الذي لا هوادة فيه بفائدة نظرية الأسعار الكلاسيكية الجديدة، والموقف المعياري الذي يفضل الليبرالية الاقتصادية والأسواق الحرة ويعززها.
اعتبارًا من عام 2018، حصل قسم الاقتصاد بجامعة شيكاغو، الذي يُعد أحد أهم أقسام الاقتصاد في العالم، على 13 جائزة نوبل في العلوم الاقتصادية -أكثر من أي جامعة أخرى- وحصل على 6 ميداليات جون بيتس كلارك. ومع ذلك، من المهم ملاحظة عدم انتماء كل أعضاء القسم إلى مدرسة شيكاغو للاقتصاد، وهي مدرسة فكرية وليست منظمة.

## التاريخ والاصطلاح
صيغ هذا المصطلح في خمسينيات القرن العشرين للإشارة إلى الاقتصاديين المدرّسين في قسم الاقتصاد في جامعة شيكاغو، والمجالات الأكاديمية وثيقة الصلة به في الجامعة مثل كلية بوث للأعمال وكلية الحقوق. التقوا معًا في مناقشات مكثفة متكررة ساعدت في وضع نظرة جماعية على القضايا الاقتصادية على أساس نظرية الأسعار. شهدت خمسينيات القرن الماضي ارتفاع شعبية كلية الاقتصاد الكينزية، لذلك اعتُبر أعضاء جامعة شيكاغو خارج التيار الرئيسي.
إلى جانب ما يُعرف شعبيًا باسم «مدرسة شيكاغو»، هناك أيضًا «شيكاغو القديمة» أو مدرسة شيكاغو للاقتصاد من الجيل الأول، التي تتكون من جيل سابق من الاقتصاديين مثل فرانك نايت، وهنري سيمونز، ولويد مينتس، وجاكوب فينر، وآرون دايركتر، وغيرهم. كان لهذه المجموعة اهتمامات ومناهج متنوعة، لكن نايت وسيمونز ودايركتر على وجه الخصوص دافعوا عن التركيز على دور الحوافز وتعقيد الأحداث الاقتصادية بدلًا من التوازن العام. خارج شيكاغو، كان لهؤلاء القادة الأوائل تأثيرات مهمة على مدرسة فرجينيا للاقتصاد السياسي. ومع ذلك، كان لهؤلاء العلماء تأثير مهم على فكر ميلتون فريدمان وجورج ستيجلر اللذين كانا قائدَي مدرسة شيكاغو من الجيل الثاني، وساهما على الأخص في تطوير نظرية الاقتصاد الجزئي وتكاليف التعاملات. يقود مدرسةَ شيكاغو من الجيل الثالث غاري بيكر، بالإضافة إلى خبراء الاقتصاد الكلي روبرت لوكاس جونيور ويوجين فاما.
أطلق جورج ستيجلر على فرع آخر مهم من شيكاغو فكرة «الاقتصاد السياسي لشيكاغو». مستلهمًا بنظرية كوس التي مفادها أن المؤسسات تتطور من أجل تعظيم أمثلية باريتو، خلُص الاقتصاد السياسي في شيكاغو إلى نظرية مدهشة ومثيرة للجدل هي أن السياسة تميل نحو الأمثلية وأن المشورة السياسية ليست ذات صلة.

## الجوائز والتكريمات

### جوائز نوبل
اعتبارًا من عام 2018، مُنح قسم الاقتصاد بجامعة شيكاغو 13 جائزة نوبل في العلوم الاقتصادية (كان الفائزون ينتمون إلى القسم عند استلام الجوائز) منذ منح الجائزة لأول مرة في عام 1969. بالإضافة إلى ذلك، واعتبارًا من أكتوبر 2018، انضم 32 من أصل 81 حائزًا على جائزة نوبل في الاقتصاد إلى الجامعة بصفة خريجين أو أعضاء هيئة تدريس أو باحثين. ومع ذلك، لا ينتمي جميع أعضاء القسم إلى مدرسة شيكاغو للاقتصاد.
| جوائز نوبل الممنوحة لقسم الاقتصاد بجامعة كاليفورنيا في كاليفورنيا |                    |             | |         |
| العام                                                             | الحائز على الجائزة | حصة الجائزة | سبب الحصول على الجائزة | المصادر |
| 2017                                                              | ريتشارد ثالر       | 1/1         | «لمساهماته في الاقتصاد السلوكي»                                                                                               | [ 11 ]  |
| 2013                                                              | يوجين فاما         | 1/3         | «لتحليلهم التجريبي لأسعار الوصول»                                                                                             | [ 12 ]  |
| 2013                                                              | لارس بيتر هانسن    | 1/3         | «لتحليلهم التجريبي لأسعار الوصول»                                                                                             | [ 13 ]  |
| 2007                                                              | روجر ميرسون        | 1/3         | «لوضع أسس نظرية تصميم الآلية»                                                                                                 | [ 14 ]  |
| 2000                                                              | جيمس هيكمان        | 1/2         | «لتطوير نظرية تحليل العينات الانتقائية وطرقه»                                                                                 | [ 15 ]  |
| 1995                                                              | روبرت لوكاس جونيور | 1/1         | «لتطوير فرضية التوقعات العقلانية وتطبيقها، ومن ثم تحويل تحليل الاقتصاد الكلي وتعميق فهمنا للسياسة الاقتصادية»                 | [ 16 ]  |
| 1993                                                              | روبرت فوجل         | 1/2         | «لتجديد البحث في التاريخ الاقتصادي من خلال تطبيق النظرية الاقتصادية والأساليب الكمية لشرح التغيير الاقتصادي والمؤسسي»         | [ 17 ]  |
| 1992                                                              | جاري بيكر          | 1/1         | «لتوسيع نطاق تحليل الاقتصاد الجزئي حتى شمل مجموعة واسعة من السلوك والتفاعل البشري، بما في ذلك السلوك الذي لا علاقة له بالسوق» | [ 18 ]  |
| 1991                                                              | رونالد كواس        | 1/1         | «لاكتشافه أهمية تكاليف المعاملات وحقوق الملكية للهيكل المؤسسي والاقتصاد وتوضيحها»                                             | [ 19 ]  |
| 1990                                                              | ميرتون ميلر        | 1/3         | «لعملهم الرائد في نظرية الاقتصاد المالي»                                                                                      | [ 20 ]  |
| 1982                                                              | جورج ستيجلر        | 1/1         | «لدراساته الرئيسية للهياكل الصناعية، وعمل الأسواق، وأسباب التنظيم العام وآثاره»                                               | [ 21 ]  |
| 1979                                                              | ثيودر شولتز        | 1/2         | «لبحثهم الرائد في أبحاث التنمية الاقتصادية مع مراعاتهم الخاصة لمشاكل البلدان النامية»                                         | [ 22 ]  |
| 1976                                                              | ميلتون فريدمان     | 1/1         | «لإنجازاته في مجالات تحليل الاستهلاك، والتاريخ النقدي، والنظرية، ولإثباته مدى تعقيد سياسة الاستقرار»                          | [ 23 ]  |

### ميداليات جون بيتس كلارك
اعتبارًا من عام 2019، مُنحت إدارة الاقتصاد في جامعة شيكاغو 6 ميداليات جون بيتس كلارك (كان الحاصلون على الميداليات منتسبين للقسم عند استلام الميداليات) منذ منح الميدالية لأول مرة في عام 1947. ومع ذلك، قد لا تنتمي بعض الميداليات إلى مدرسة شيكاغو للاقتصاد.
| العام | الحاصل على الميدالية | المصادر |
| 2014  | ماتيو كانتزغو        | [ 24 ]  |
| 2003  | ستيفن ليڤيت          | [ 25 ]  |
| 1997  | كيفن إم.ميرفي        | [ 26 ]  |
| 1983  | جيمس هيكمان          | [ 27 ]  |
| 1967  | غاري بيكر            | [ 28 ]  |
| 1951  | ميلتون فريدمان       | [ 5 ]   |

## علماء بارزون

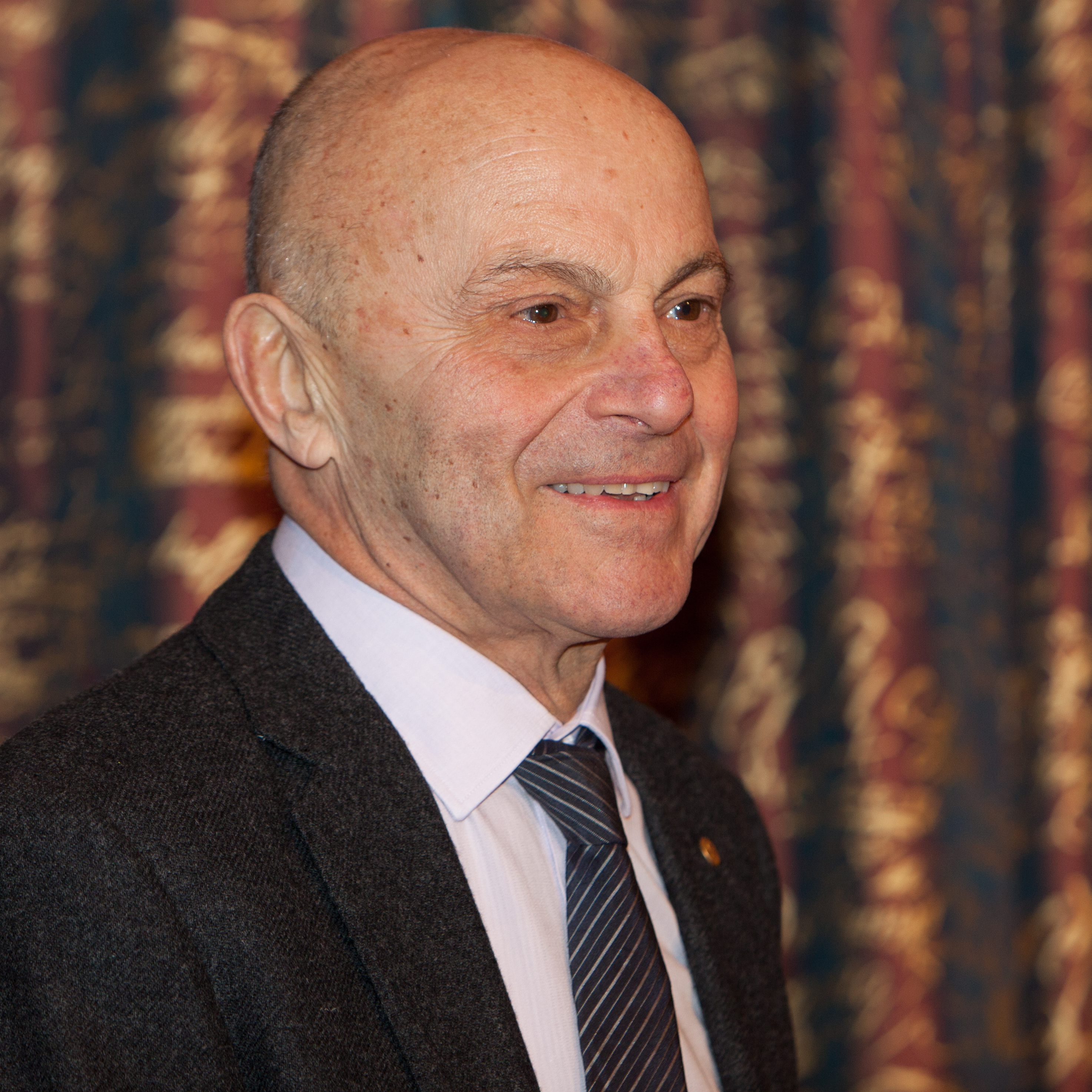
يوجين فاما - المؤتمر الصحفي للحائزين على جائزة نوبل لعام 2013 في الأكاديمية الملكية السويدية للعلوم في ديسمبر 2013

### الأعضاء الأوائل

#### فرانك نايت
كان فرانك نايت (1885-1972) من الأعضاء الأوائل في قسم جامعة شيكاغو. انضم إلى القسم في عام 1929، قادمًا من جامعة آيوا. كان عمله الأكثر تأثيرًا هو المخاطرة وعدم اليقين والربح (1921) الذي اشتُق منه مصطلح ارتياب نايت. كان منظور نايت مبدعًا ومختلفًا اختلافًا ملحوظًا عن المفكرين في مدرسة شيكاغو في وقت لاحق. اعتقد أنه في حين تكون السوق الحرة غير فعالة، فإن البرامج الحكومية تكون أقل كفاءة. استنبط من مدارس فكرية اقتصادية أخرى مثل الاقتصاد المؤسسي من أجل تشكيل وجهة نظره الدقيقة.